# Церква Успіння Пресвятої Богородиці (Черкавщина)
Церква Успіння Пресвятої Богородиці в Черкавщині — парафія і храм греко-католицької громади Улашківського деканату Бучацької єпархії Української греко-католицької церкви в селі Черкавщина Чортківського району Тернопільської области.

## Історія церкви
Греко-католицька громада села Черкавщина придбала стару дерев'яну церкву, яка знаходилась у селі Тудорів Гусятинського повіту. Віряни розібрали її, перевезли до себе та спільними зусиллями відбудували.
Богослужіння в новій церкві розпочалися у 1936 році. До цього часу парафія і храм належали до УГКЦ.
З 1946 по 1990 рік церква була в підпорядкуванні РПЦ, а у 1990 році громада повернулася в лоно УГКЦ.
При парафії діють такі спільноти:
- Братство «Апостольство молитви».
- Спільнота «Матері в молитві».
- Марійська дружина.

## Парохи
- о. Романовський
- о. Чеховський
- о. Йосип Дрібнюк
- о. Михайлюк
- о. Костецький
- о. Фіголь
- о. Петро Козар
- о. Іван Сеньків
- о. Кобасюк
- о. Валігура
- о. Кутний
- о. Олег Капулов — адміністратор парафії з листопада 2010.